# Olympische Sommerspiele 1952/Teilnehmer (Kanada)
| Gelbes Symbol für Goldmedaillen mit stilisierten Olympischen Ringen | Graues Symbol für Silbermedaillen mit stilisierten Olympischen Ringen | Braundes Symbol für Bronzemedaillen mit stilisierten Olympischen Ringen |
| ------------------------------------------------------------------- | --------------------------------------------------------------------- | ----------------------------------------------------------------------- |
| 1                                                                   | 2                                                                     | —                                                                       |

Kanada nahm an den Olympischen Sommerspielen 1952 in der finnischen Hauptstadt Helsinki mit 107 Sportlern, 10 Frauen und 97 Männern, an 74 Wettbewerben in 13 Sportarten teil.
Seit 1900 war es Teilnahme eines kanadischen Teams an Olympischen Sommerspielen.
Jüngster Athlet war die Schwimmerin Gladys Priestley (14 Jahre und 40 Tage), ältester Athlet der Segler Archibald Howie (44 Jahre und 99 Tage).

## Flaggenträger
Der Leichtathlet Bill Parnell trug die Flagge Kanadas während der Eröffnungsfeier im Olympiastadion.

## Medaillengewinner
Mit einer gewonnenen Gold- und zwei Silbermedaillen belegte das kanadische Team Platz 21 im Medaillenspiegel.

### Gold
| Name            | Sportart | Wettkampf         |
| --------------- | -------- | ----------------- |
| George Genereux | Schießen | Tontaubenschießen |

### Silber
| Name           | Sportart     | Wettkampf                    |
| -------------- | ------------ | ---------------------------- |
| Gerard Gratton | Gewichtheben | Mittelgewicht                |
| Donald Hawgood | Kanu         | Zweier-Canadier 10.000 Meter |
| Kenneth Lane   | Kanu         | Zweier-Canadier 10.000 Meter |

## Teilnehmer nach Sportarten

### Basketball
- Woody Campbell, William Coulthard, Chuck Dalton, Bill Pataky, Glen Pettinger, Bob Phibbs, Bernard Pickell, Carl Ridd, Bobby Simpson, Harry Wade, George Wearring & Roy Williams
Vorrunde, Gruppe C: sechs Punkte, 203:165 Körbe, für die Hauptrunde qualifiziert
68:57-Sieg gegen  Italien, Topscorer: Bob Pickel (13 Punkte)
72:51-Sieg gegen  Rumänien, Topscorer: Harry Wade (24 Punkte)
63:57-Sieg gegen  Ägypten, Topscorer: Bill Coulthard (17 Punkte)
Hauptrunde, Gruppe 3: drei Punkte, 201:220 Körbe, Rang 4, nicht für das Viertelfinale qualifiziert
55:57-Niederlage gegen  Brasilien, Topscorer: Bob Pickel (12 Punkte)
81:82-Niederlage gegen  Argentinien, Topscorer: Bill Coulthard (23 Punkte)
65:81-Niederlage gegen die  Philippinen, Topscorer: Carl Ridd (15 Punkte)
Rang 9

### Boxen
Federgewicht (bis 57 kg)
- Len Walters
Runde 1: Sieg gegen Salah El-Din Fatih aus Ägypten durch Punktrichterentscheidung (3:0)
Runde 2: gegen Willi Roth aus Deutschland nach Punkten gewonnen (2:1)
Viertelfinale: Niederlage gegen Leonard Leisching aus Südafrika durch Punktrichterentscheidung (0:3); Rang 5

Leichtgewicht (bis 60 kg)
- Clayton Kenny
Runde 1: Sieg gegen Niels Bertelsen aus Dänemark durch technischen K. o. in der dritten Runde
Runde 2: Niederlage gegen István Juhász aus Ungarn durch Punktrichterentscheidung (1:2); Rang 9

Halbweltergewicht (bis 63,5 kg)
- Roy Keenan
Runde 1: Niederlage gegen Piet van Klaveren aus den Niederlanden durch Punktrichterentscheidung (1:2); Rang 17

Weltergewicht (bis 67 kg)
- Jacob Butula
Runde 1: Freilos
Runde 2: Niederlage gegen Ron Norris aus Indien durch technischen K. o. in der dritten Runde; Rang 9

Halbmittelgewicht (bis 71 kg)
- Charles Chase
Runde 1: Sieg gegen André Queillé aus Frankreich nach Punktrichterentscheidung (2:1)
Runde 2: Niederlage gegen László Papp aus Ungarn durch K. o. in der zweiten Runde; Rang 9

Mittelgewicht (bis 75 kg)
- Robert Malouf
Runde 1: Freilos
Runde 2: Niederlage gegen Leen Jansen aus den Niederlanden durch technischen K. o. in der ersten Runde; Rang 9

Schwergewicht (über 81 kg)
- James Saunders
Runde 1: Freilos
Runde 2: Niederlage gegen Giacomo di Segni aus Italien durch Punktrichterentscheidung (0:3); Rang 9

### Fechten
Florett Einzel
- Roland Asselin
Runde 1, Gruppe 2: kein Duell gewonnen, sechs verloren, 30 Treffer erhalten; Rang 7, nicht für die nächste Runde qualifiziert

- Edward Brooke
Runde 1, Gruppe 6: ein Duell gewonnen, vier verloren, 22 Treffer erhalten; Rang 6, nicht für die nächste Runde qualifiziert

Degen Einzel
- Roland Asselin
Runde 1, Gruppe 8: ein Duell gewonnen, sechs verloren, 19 Treffer erhalten; Rang 8, nicht für die nächste Runde qualifiziert

- Edward Brooke
Runde 1, Gruppe 4: drei Duelle gewonnen, vier verloren, 14 Treffer erhalten; Rang 5, nicht für die nächste Runde qualifiziert

Säbel Einzel
- Roland Asselin
Runde 1, Gruppe 3: kein Duell gewonnen, sechs verloren, 30 Treffer erhalten; Rang 7, nicht für die nächste Runde qualifiziert

### Gewichtheben
Bantamgewicht (bis 56 kg)
- Rosaire Smith
Finale: 275,0 kg, Rang 9
Militärpresse: 75,0 kg, Rang 12
Reißen: 85,0 kg, Rang 9
Stoßen: 115,0 kg, Rang 5

Federgewicht (bis 60 kg)
- Jules Sylvain
Finale: 302,5 kg, Rang 10
Militärpresse: 92,5 kg, Rang 6
Reißen: 92,5 kg, Rang 11
Stoßen: 117,5 kg, Rang 13

Mittelgewicht (bis 75 kg)
- Gerard Gratton
Finale: 390,0 kg, Rang 2 
Militärpresse: 122,5 kg, Rang 1
Reißen: 112,5 kg, Rang 4
Stoßen: 155,0 kg, Rang 2

Halbschwergewicht (bis 82,5 kg)
- Jack Varaleau
Finale: Wettkampf nicht beendet
Militärpresse: 112,5 kg, Rang 11
Reißen: kein gültiger Versuch
Stoßen: Wettkampf nicht angetreten

Schwergewicht (über 90 kg)
- Dave Baillie
Finale: 420,0 kg, Rang 5
Militärpresse: 145,0 kg, Rang 3
Reißen: 122,5 kg, Rang 4
Stoßen: 152,5 kg, Rang 7

### Kanu
Einer-Kajak 1000 m
- Bert Oldershaw
Runde 1: in Lauf 1 (Rang 3) mit 4:30,7 min für das Finale qualifiziert
Finale: 4:26,5 min, Rang 9

Zweier-Kajak 1000 m
- Robert Cordner & George Ward
Runde 1: in Lauf 3 (Rang 6) mit 4:27,5 min ausgeschieden

Zweier-Kajak 10.000 m
- Bill Brigden & James Nickel
Finale: 47:53,2 min, Rang 11

Einer-Canadier 1000 m
- George Bossy
Runde 1: in Lauf 1 (Rang 5) mit 5:25,8 min ausgeschieden

Einer-Canadier 10.000 m
- Norman Lane
Finale: 59:26,4 min, Rang 5

Zweier-Canadier 1000 m
- Arthur Johnson & Tom Hodgson
Runde 1: in Lauf 1 (Rang 3) mit 4:44,9 min für das Finale qualifiziert
Finale: 5:01,4 min, Rang 8

Zweier-Canadier 10.000 m
- Donald Hawgood & Kenneth Lane
Finale: 54:09,9 min, Rang 2

### Leichtathletik

#### Männer
100 m
- Robert Hutchinson
Vorläufe: in Lauf 2 (Rang 5) mit 11,0 s (handgestoppt) bzw. 11,26 s (elektronisch) nicht für die Viertelfinalläufe qualifiziert

- Don McFarlane
Vorläufe: in Lauf 9 (Rang 3) mit 11,0 s (handgestoppt) bzw. 11,25 s (elektronisch) nicht für die Viertelfinalläufe qualifiziert

- Walter Sutton
Vorläufe: in Lauf 5 (Rang 6) mit 11,2 s (handgestoppt) bzw. 11,45 s (elektronisch) nicht für die Viertelfinalläufe qualifiziert

200 m
- Robert Hutchinson
Vorläufe: in Lauf 16 (Rang 2) mit 22,4 s (handgestoppt) bzw. 22,66 s (elektronisch) für die Viertelfinalläufe qualifiziert
Viertelfinale: in Lauf 3 (Rang 6) mit 22,3 s (handgestoppt) bzw. 22,55 s (elektronisch) nicht für die Halbfinalläufe qualifiziert

- Don McFarlane
Vorläufe: in Lauf 3 (Rang 1) mit 22,8 s (handgestoppt) bzw. 22,94 s (elektronisch) für die Viertelfinalläufe qualifiziert
Viertelfinale: in Lauf 5 (Rang 5) mit 22,1 s (handgestoppt) bzw. 22,33 s (elektronisch) nicht für die Halbfinalläufe qualifiziert

- Walter Sutton
Vorläufe: in Lauf 11 (Rang 5), 22,4 s (handgestoppt) bzw. 22,53 s (elektronisch) nicht für die Viertelfinalläufe qualifiziert

400 m
- Jack Carroll
Vorläufe: in Lauf 3 (Rang 2) mit 48,0 s (handgestoppt) bzw. 48,05 s (elektronisch) für die Viertelfinalläufe qualifiziert
Viertelfinale: in Lauf 3 (Rang 3) mit 47,7 s (handgestoppt) bzw. 47,82 s (elektronisch) für die Halbfinalläufe qualifiziert
Halbfinale: in Lauf 2 (Rang 5) mit 47,4 s (handgestoppt) bzw. 47,61 s (elektronisch) nicht für das Finale qualifiziert

- Douglas Clement
Vorläufe: in Lauf 10 (Rang 5) mit 50,0 s (handgestoppt) bzw. 50,19 s (elektronisch) nicht für die Viertelfinalläufe qualifiziert

- James Lavery
Vorläufe: in Lauf 11 (Rang 1) mit 48,4 s (handgestoppt) bzw. 48,47 s (elektronisch) für die Viertelfinalläufe qualifiziert
Viertelfinale: in Lauf 1 (Rang 2) mit 47,5 s (handgestoppt) bzw. 47,67 s (elektronisch) für die Halbfinalläufe qualifiziert
Halbfinale: in Lauf 1 (Rang 6) mit 47,7 s (handgestoppt) bzw. 47,83 s (elektronisch) nicht für das Finale qualifiziert

800 m
- Jack Hutchins
Vorläufe: in Lauf 3 (Rang 1) mit 1:54,5 min (handgestoppt) für die Halbfinalläufe qualifiziert
Halbfinale: in Lauf 3 (Rang 4) mit 1:52,8 min (handgestoppt) bzw. 1:52,81 min (elektronisch) nicht für das Finale qualifiziert

- Bill Parnell
Vorläufe: in Lauf 8 (Rang 3) mit 1:53,1 min (handgestoppt) für die Halbfinalläufe qualifiziert
Halbfinale: in Lauf 1 (Rang 6) mit 1:52,7 min (handgestoppt) bzw. 1:52,92 min (elektronisch) nicht für das Finale qualifiziert

- John Ross
Vorläufe: in Lauf 6 (Rang 4) mit 1:52,5 min (handgestoppt) nicht für die Halbfinalläufe qualifiziert

1500 m
- Bill Parnell
Vorläufe: in Lauf 3 (Rang 4) mit 3:53,4 min (handgestoppt) bzw. 3:53,75 min (elektronisch) für die Halbfinalläufe qualifiziert
Halbfinale: in Lauf 1 (Rang 6) mit 3:52,4 min (handgestoppt) bzw. 3:52,91 min (elektronisch) nicht für das Finale qualifiziert

- John Ross
Vorläufe: in Lauf 6 (Rang 4) mit 3:55,2 min (handgestoppt) bzw. 3:55,60 min (elektronisch) für die Halbfinalläufe qualifiziert
Halbfinale: in Lauf 2 (Rang 12) mit 4:00,6 min (handgestoppt) nicht für das Finale qualifiziert

5000 m
- Rich Ferguson
Vorläufe: Lauf 2 nicht beendet

Marathon
- Paul Collins
2:45:58,0 h (+22:54,8 min), Rang 40

110 m Hürden
- Gordon Crosby
Vorläufe: in Lauf 4 (Rang 3) mit 14,8 s (handgestoppt) bzw. 15,11 s (elektronisch) nicht für die Halbfinalläufe qualifiziert

4 × 100 m Staffel
- Gordon Crosby, Robert Hutchinson, Don McFarlane & Walter Sutton
Vorläufe: in Lauf 1 (Rang 5) mit 42,6 s (handgestoppt) bzw. 42,73 s (elektronisch) nicht für die Halbfinalläufe qualifiziert

4 × 400 m Staffel
- Jack Carroll, Douglas Clement, Jack Hutchins & James Lavery
Vorläufe: in Lauf 3 (Rang 2) mit 3:11,2 min (handgestoppt) bzw. 3:11,49 min (elektronisch) für das Finale qualifiziert
Finale: 3:09,3 min (handgestoppt) bzw. 3:09,37 min (elektronisch), Rang 4

50 km Gehen
- Ferd Hayward
Finale: 5:04:40,4 h (+36:32,6 min), Rang 25

Stabhochsprung
- Ron Miller
Qualifikation, Gruppe B: mit 3,90 m (Rang 13 / Gesamtrang 21) nicht für das Finale qualifiziert
3,80 m: gültig, kein Fehlversuch
3,90 m: gültig, ein Fehlversuch
4,00 m: ungültig, drei Fehlversuche

Diskuswurf
- Roy Pella
Qualifikation, Gruppe B: mit 46,58 m (Rang 5 / Gesamtrang 11) für das Finale qualifiziert
1. Wurf: 46,58 m
2. Wurf: ausgelassen
3. Wurf: ausgelassen
Finale: 46,63 m, Rang 14
1. Wurf: ungültig
2. Wurf: 46,63 m
3. Wurf: 45,47 m

Zehnkampf
- Bob Adams
Finale: 5.530 Punkte, Rang 19
100 m: 650 Punkte, 11,8 s (handgestoppt) bzw. 11,95 s (elektronisch), Rang 22
Weitsprung: 567 Punkte, 6,22 m, Rang 23
Kugelstoßen: 582 Punkte, 12,01 m, Rang 15
Hochsprung: 711 Punkte, 1,75 m, Rang 8
400 m: 520 Punkte, 55,2 s (handgestoppt) bzw. 55,43 s (elektronisch), Rang 22
110 m Hürden: 489 Punkte, 16,6 s (handgestoppt) bzw. 16,81 s (elektronisch), Rang 19
Diskuswurf: 696 Punkte, 42,45 m, Rang 3
Stabhochsprung: 596 Punkte, 3,70 m, Rang 6
Speerwurf: 436 Punkte, 44,83 m, Rang 19
1500 m: 283 Punkte, 4:57,0 min (handgestoppt), Rang 22

#### Frauen
100 m
- Luella Law
Vorläufe: in Lauf 8 (Rang 3) mit 12,4 s (handgestoppt) bzw. 12,70 s (elektronisch) nicht für die Viertelfinalläufe qualifiziert

- Eleanor McKenzie
Vorläufe: in Lauf 10 (Rang 2) mit 12,2 s (handgestoppt) bzw. 12,41 s (elektronisch) für die Viertelfinalläufe qualifiziert
Viertelfinale: in Lauf 2 (Rang 5) mit 12,1 s (handgestoppt) bzw. 12,44 s (elektronisch) nicht für die Halbfinalläufe qualifiziert

- Rosella Thorne
Vorläufe: in Lauf 5 (Rang 3) mit 12,5 s (handgestoppt) bzw. 12,77 s (elektronisch) nicht für die Viertelfinalläufe qualifiziert

200 m
- Luella Law
Vorläufe: in Lauf 7 (Rang 2) mit 25,7 s (handgestoppt) bzw. 25,82 s (elektronisch) für die Halbfinalläufe qualifiziert
Halbfinale: in Lauf 1 (Rang 6) mit 25,3 s (handgestoppt) bzw. 25,63 s (elektronisch) nicht für das Finale qualifiziert

- Eleanor McKenzie
Vorläufe: in Lauf 5 (Rang 2) mit 25,5 s (handgestoppt) bzw. 25,66 s (elektronisch) für die Halbfinalläufe qualifiziert
Halbfinale: in Lauf 2 (Rang 5) in 25,1 s (handgestoppt) bzw. 25,30 s (elektronisch) nicht für das Finale qualifiziert

- Frances O’Halloran
Vorläufe: in Lauf 2 (Rang 4) mit 25,2 s (handgestoppt) bzw. 25,45 s (elektronisch) nicht für die Halbfinalläufe qualifiziert

80 m Hürden
- Luella Law
Vorläufe: in Lauf 4 (Rang 3) mit 11,8 s (handgestoppt) bzw. 12,09 s (elektronisch) nicht für die Halbfinalläufe qualifiziert

4 × 100 m Staffel
- Luella Law, Eleanor McKenzie, Frances O’Halloran & Rosella Thorne
Vorläufe: in Lauf 3 (Rang 3) mit 47,3 s (handgestoppt) bzw. 47,47 s (elektronisch) nicht für das Finale qualifiziert

Hochsprung
- Dawn Josephs
1,50 m, Rang 13
1,35 m: gültig, ohne Fehlversuch
1,40 m: gültig, ohne Fehlversuch
1,45 m: gültig, ohne Fehlversuch
1,50 m: gültig, ohne Fehlversuch
1,55 m: ungültig, drei Fehlversuche

- Alice Whitty
1,55 m, Rang 10
1,35 m: gültig, ohne Fehlversuch
1,40 m: gültig, ohne Fehlversuch
1,45 m: gültig, ohne Fehlversuch
1,50 m: gültig, ohne Fehlversuch
1,55 m: gültig, ein Fehlversuch
1,58 m: ungültig, drei Fehlversuche

Weitsprung
- Dawn Josephs
Qualifikation, Gruppe B: mit 5,34 m (Rang 13 / Gesamtrang 22) für das Finale qualifiziert
1. Sprung: 5,34 m
2. Sprung: ausgelassen
3. Sprung: ausgelassen
Finale: 5,47 m, Rang 17
1. Sprung: 5,17 m
2. Sprung: 5,47 m
3. Sprung: 5,44 m

- Rosella Thorne
Qualifikation, Gruppe B: keine gültige Weite, nicht für das Finale qualifiziert
1. Sprung: ungültig
2. Sprung: keine Weite
3. Sprung: ungültig

### Radsport
Sprint
- John Millman
Runde 1: in Lauf 7 (Rang 2) unterlegen
Runde 1, Hoffnungsläufe: in Lauf 3 (Rang 1) mit 11,7 s (OR) für die Viertelfinalläufe qualifiziert
Viertelfinale: in Lauf 2 (Rang 3) unterlegen
Viertelfinale, Hoffnungsläufe: in Lauf 1 (Rang 2) nicht für die Halbfinalläufe qualifiziert

1000 m Zeitfahren
- Frederick Charles Henry
Finale: 1:17,6 min, Rang 22

### Reiten
Vielseitigkeit Einzel
- Tom Gayford
Finale: Wettbewerb nicht beendet
Dressurreiten: 180,50 Strafpunkte, Rang 54
Geländeritt: disqualifiziert
Springreiten: zum Wettbewerb nicht mehr angetreten

- Larry McGuinness
Finale: 325,33 Strafpunkte, Rang 29
Dressurreiten: 171,33 Strafpunkte, Rang 45
Geländeritt: 154,00 Strafpunkte, Rang 29
Springreiten: 0,00 Strafpunkte, Rang 1

- Stewart Treviranus
Finale: 199,00 Strafpunkte, Rang 22
Dressurreiten: 172,00 Strafpunkte, Rang 47
Geländeritt: 27,00 Strafpunkte, Rang 20
Springreiten: 0,00 Strafpunkte, Rang 1

Vielseitigkeit Mannschaft
- Tom Gayford, Larry McGuinness & Stewart Treviranus
Finale: Wettbewerb nicht beendet
Dressurreiten: 523,83 Strafpunkte, Rang 18
Geländeritt: Wettbewerb nicht beendet
Springreiten: zum Wettbewerb nicht mehr angetreten

### Ringen
Freistil
Bantamgewicht (bis 57 kg)
- Adrien Poliquin
ausgeschieden nach Runde 2 mit sechs Minuspunkten
Runde 1: Schulterniederlage gegen Khashaba Jhadav aus Indien, drei Minuspunkte
Runde 2: Schulterniederlage gegen Ferdinand Schmitz aus Deutschland, sechs Minuspunkte

Federgewicht (bis 62 kg)
- Armand Bernard
ausgeschieden nach Runde 4 mit sechs Minuspunkten
Runde 1: Schultersieg gegen Ignacio Lugo aus Venezuela, null Minuspunkten
Runde 2: Schultersieg gegen Marco Antonio Girón aus Guatemala, null Minuspunkten
Runde 3: Schulterniederlage gegen Risaburo Tominaga aus Japan, drei Minuspunkte
Runde 4: Schulterniederlage gegen Keshav Mangave aus Indien, sechs Minuspunkte

Weltergewicht (bis 73 kg)
- Niaz Mohammed
ausgeschieden nach Runde 2 mit sechs Minuspunkten
Runde 1: Niederlage gegen Alberto Longarella aus Argentinien nach Punkten (1:2), drei Minuspunkte
Runde 2: 0:3-Niederlage gegen William Smith aus den Vereinigten Staaten von Amerika, sechs Minuspunkte

Halbschwergewicht (bis 87 kg)
- Robert Steckle
ausgeschieden nach Runde 2 mit sechs Minuspunkten
Runde 1: Schulterniederlage gegen Willy Lardon aus der Schweiz, drei Minuspunkte
Runde 2: Punktniederlage gegen Jan Theron aus Südafrika (0:3), sechs Minuspunkte

### Rudern
Doppelzweier
- Derek Riley & Bob Williams
Runde 1: in Lauf 3 (Rang 4) mit 7:19,3 min unterlegen
Runde 1, Hoffnungslauf: in Lauf 1 (Rang 4) mit 7:15,5 min nicht für die nächste Runde qualifiziert

Vierer ohne Steuermann
- Ron Cameron, Art Griffiths, Lloyd Montour & Jack Zwierewich
Runde 1: in Lauf 4 (Rang 3) mit 6:49,7 min unterlegen
Runde 1, Hoffnungslauf: in Lauf 2 (Rang 3) mit 6:51,3 min nicht für die nächste Runde qualifiziert

Achter
- Ted Chilcott, Mervin Kaye, George McCauley, Norman Rowe, Jack Russell, John Sharp, Jack Taylor, Henry Westlake & Frank Young
Runde 1: in Lauf 1 (Rang 4) mit 6:26,5 min unterlegen
Runde 1, Hoffnungslauf: in Lauf 3 (Rang 1) mit 6:25,9 min für das Halbfinale qualifiziert
Halbfinale, Hoffnungslauf: in Lauf 3 (Rang 2) mit 6:24,8 min nicht für das Finale qualifiziert

### Schießen
Kleinkaliber Dreistellungskampf
- Gilmour Boa
Finale: 1133 Punkte, 41 Volltreffer, Rang 21
kniend: 385 Punkte, Rang 13
liegend: 399 Punkte, Rang 3
stehend: 349 Punkte, Rang 32

- Edson Warner
Finale: 1096 Punkte, 27 Volltreffer, Rang 35
kniend: 359 Punkte, Rang 39
liegend: 394 Punkte, Rang 22
stehend: 343 Punkte, Rang 35

Kleinkaliber liegend
- Gilmour Boa
Finale: 399 Punkte, 28 Volltreffer, Rang 4
Runde 1: 100 Punkte, Rang 4
Runde 2: 100 Punkte, Rang 4
Runde 3: 100 Punkte, Rang 3
Runde 4: 99 Punkte, Rang 18

- Edson Warner
Finale: 394 Punkte, 23 Volltreffer, Rang 26
Runde 1: 99 Punkte, Rang 24
Runde 2: 97 Punkte, Rang 46
Runde 3: 99 Punkte, Rang 20
Runde 4: 99 Punkte, Rang 21

Freies Gewehr Dreistellungskampf
- Gilmour Boa
Finale: 1053 Punkte, Rang 19
kniend: 359 Punkte, Rang 15
liegend: 372 Punkte, Rang 18
stehend: 322 Punkte, Rang 20

Schnellfeuerpistole
- Edson Warner
Finale: 538 Punkte, 59 Treffer, Rang 42
Runde 1: 265 Punkte, 29 Treffer, Rang 44
Runde 2: 273 Punkte, 30 Treffer, Rang 24

Tontaubenschießen
- Roy Cole
Finale: 184 Punkte, Rang 13
Runde 1: 94 Punkte, Rang 7
Runde 2: 90 Punkte, Rang 22

- George Genereux
Finale: 192 Punkte (OR), Rang 1 
Runde 1: 95 Punkte, Rang 3
Runde 2: 97 Punkte, Rang 1

### Schwimmen

#### Männer
100 m Freistil
- Peter Salmon
Vorläufe in Lauf 9 (Rang 4) mit 1:01,0 min nicht für die Halbfinalläufe qualifiziert

- Lucien Beaumont
Vorläufe: in Lauf 7 (Rang 2) mit 1:00,4 min für die Halbfinalläufe qualifiziert
Halbfinale: in Lauf 3 (Rang 5) mit 59,3 s nicht für das Finale qualifiziert

400 m Freistil
- Allen Gilchrist
Vorläufe: in Lauf 3 (Rang 3) mit 4:52,5 min für die Halbfinalläufe qualifiziert
Halbfinale: in Lauf 3 (Rang 5) mit 4:52,4 min nicht für das Finale qualifiziert

- Gerald McNamee
Vorläufe: in Lauf 7 (Rang 3) mit 4:53,5 min für die Halbfinalläufe qualifiziert
Halbfinale: in Lauf 2 (Rang 3) mit 4:46,7 min nicht für das Finale qualifiziert

1500 m Freistil
- Allen Gilchrist
Vorläufe: in Lauf 5 (Rang 4) mit 20:08,3 min nicht für die Halbfinalläufe qualifiziert

- Gerald McNamee
Vorläufe: in Lauf 1 (Rang 6) mit 20:02,5 min nicht für die Halbfinalläufe qualifiziert

100 m Rücken
- Lucien Beaumont
Vorläufe: in Lauf 1 (Rang 6) mit 1:14,2 min nicht für die Halbfinalläufe qualifiziert

- Peter Salmon
Vorläufe: in Lauf 3 (Rang 6) mit 1:13,8 min nicht für die Halbfinalläufe qualifiziert

200 m Brust
- Leo Portelance
Vorläufe: in Lauf 4 (Rang 3) mit 2:42,5 min für die Halbfinalläufe qualifiziert
Halbfinale: in Lauf 1 (Rang 8) mit 2:43,8 min nicht für das Finale qualifiziert

4 × 200 m Freistil
- Lucien Beaumont, Allen Gilchrist, Gerald McNamee & Leo Portelance
Vorläufe: in Lauf 3 (Rang 4) mit 9:10,9 min nicht für das Finale qualifiziert

#### Frauen
100 m Freistil
- Kathleen McNamee
Vorläufe: in Lauf 6 (Rang 5) mit 1:12,9 min nicht für die Halbfinalläufe qualifiziert

- Gladys Priestley
Vorläufe: in Lauf 4 (Rang 6) mit 1:13,4 min nicht für die Halbfinalläufe qualifiziert

- Irene Strong
Vorläufe: in Lauf 3 (Rang 6) mit 1:13,5 min nicht für die Halbfinalläufe qualifiziert

400 m Freistil
- Kathleen McNamee
Vorläufe: in Lauf 1 (Rang 5) mit 5:50,5 min nicht für die Halbfinalläufe qualifiziert

- Gladys Priestley
Vorläufe: in Lauf 3 (Rang 6) mit. 5:52,7 min nicht für die Halbfinalläufe qualifiziert

100 m Rücken
- Lenora Fisher
Vorläufe: in Lauf 2 (Rang 5) mit 1:22,9 min nicht für das Finale qualifiziert

200 m Brust
- Irene Strong
Vorläufe: in Lauf 4 (Rang 6) mit 3:13,5 min nicht für die Halbfinalläufe qualifiziert

4 × 100 m Freistil
- Lenora Fisher, Kathleen McNamee, Gladys Priestley & Irene Strong
Vorläufe: in Lauf 2 (Rang 5) mit 4:54,8 min nicht für das Finale qualifiziert

### Segeln
Finn-Dinghy
- Paul McLaughlin
Finale: 4033 Punkte, Rang 8
1. Rennen: 0434 Punkte, 1:24:32 h, Rang 13
2. Rennen: 0507 Punkte, 1:49:21 h, Rang 11
3. Rennen: 0402 Punkte, 1:27:14 h, Rang 14
4. Rennen: 0206 Punkte, 1:26:52 h, Rang 22
5. Rennen: 0594 Punkte, 1:31:04 h, Rang 09
6. Rennen: 0849 Punkte, 1:24:46 h, Rang 05
7. Rennen: 1247 Punkte, 1:25:41 h, Rang 02

 Drachen
- Donald Hains, Archibald Howie & John Robertson
Finale: 2203 Punkte, Rang zehn
1. Rennen: 428 Punkte, 2:52:10 h, Rang 08
2. Rennen: 252 Punkte, 3:40:38 h, Rang 12
3. Rennen: 729 Punkte, 2:43:15 h, Rang 04
4. Rennen: 290 Punkte, 3:18:30 h, Rang 11
5. Rennen: 155 Punkte, 3:07:51 h, Rang 15
6. Rennen: 252 Punkte, 3:06:57 h, Rang 12
7. Rennen: 252 Punkte, 4:00:34 h, Rang 12

6-m-R-Klasse
- Ken Bradfield, Bill Copeland, Bill Gooderham, Billy Macintosh & Donald Tytler
Finale: 3013 Punkte, Rang 7
1. Rennen: 239 Punkte, 2:35:39 h, Rang 8
2. Rennen: 665 Punkte, 3:18:13 h, Rang 3
3. Rennen: Wettbewerb nicht beendet
4. Rennen: 841 Punkte, 2:48:32 h, Rang 2
5. Rennen: 665 Punkte, 2:46:58 h, Rang 3
6. Rennen: 239 Punkte, 2:41:21 h, Rang 8
7. Rennen: 364 Punkte, 3:07:38 h, Rang 6

 Star
- Andrew Hugessen & Douglas Woodward
Finale: 2889 Punkte, Rang 10
1. Rennen: 0344 Punkte, 2:55:30 h, Rang 12
2. Rennen: 0309 Punkte, 3:19:44 h, Rang 13
3. Rennen: 0382 Punkte, 3:00:20 h, Rang 11
4. Rennen: 0219 Punkte, 3:09:52 h, Rang 16
5. Rennen: 0423 Punkte, 2:59:41 h, Rang 10
6. Rennen: 0309 Punkte, 3:01:19 h, Rang 13
7. Rennen: 1122 Punkte, 3:21:47 h, Rang 02